# اسلامی‌سازی علوم انسانی در ایران
اسلامی‌سازی علوم انسانی در ایران به معنای منطبق کردن آنچه از سوی حامیان این طرح، علوم انسانی وارداتی از غرب خوانده می‌شود با بوم، زبان، فرهنگ، تمدن و آیین جامعهٔ ایران است. این فرایند پس از انقلاب اسلامی در ایران آغاز شد و با تشکیل شورای عالی انقلاب فرهنگی سعی شد تا گامهایی در این رابطه برداشته شود که تاکنون به نتایج ملموسی نرسیده است.
به گفته احمدحسین شریفی، دبیر علمی ششمین کنگره علوم انسانی اسلامی، علیرغم تمام تلاش‌های نظام جمهوری اسلامی به دلایل مختلف فضای غالب مراکز علمی جهان اسلام با این رویکرد همراه نبوده است حتی فضای غالب مراکز پژوهشی و آموزشی جمهوری اسلامی و حتی حوزه‌های علمیه نیز با این رویکرد همراه نبوده است.

## تلقی‌ها از اسلامی‌سازی علوم انسانی
هنوز دربارهٔ نحوهٔ بومی‌سازی یا اسلامی‌سازی علوم انسانی در ایران اتفاق‌نظری وجود ندارد و برداشت‌های متنوعی از این موضوع وجود دارد.
- غلامرضا اعوانی در اینباره گفته است: «می‌توان به برداشت‌های متفاوتی که از بومی‌سازی می‌شود اشاره کرد؛ این مسایل، گاه این شبهه را به ذهن متبادر می‌سازد که منظور از آن، تعطیل کردن علوم انسانی در مراکز علمی است و دیگر اینکه معنای بومی کردن کنار گذاشتن کامل علوم انسانی غربی نیست و باید از افراط و تفریط دوری کرد.

در واقع در اینجا، دو بحث مهم وجود دارد که باید از هم تفکیک شود؛ یکی بحث بومی‌سازی علوم انسانی است که به معنای مطالعه و بررسی مقتضیات جامعه، هنجارها، ناهنجاری‌ها، رفتارها و تطبیق علوم انسانی بر اساس نیاز فرهنگ جامعه می‌باشد که برای رسیدن به این هدف ابتدا باید الگوی مشخصی از تحول داشته باشیم و بر اساس آن الگو پیش برویم و معنای اسلامی علوم انسانی؛ بازتعریف تئوری‌های علوم انسانی با استفاده از مبانی و جهان‌بینی اسلامی است و از آنجا که علوم انسانی فعلی بر اساس مبانی و تفکرات اومانیستی، سکولار و نسبی‌گرایی ناشی از جهان‌بینی غرب و در راستای نیازهای انسان غربی طراحی شده لزوم بومی‌سازی علوم انسانی و کاربردی شدن آن بیش از پیش بر همگان اثبات می‌شود.»
با وجود اینکه ضرورت بومی سازی علوم انسانی تقریباً مورد توافق اکثریت مسولان و اندیشمندان است اما روش و راهکار مناسبی که مورد وفاق همگان باشد اتخاذ نشده است تا جایی که برخی روشنفکران و نظریه پردازان، شعارهای کلیدی و برنامه‌های محوری را که در دستور کار قرار گرفته را ناکارآمد و غیر علمی می‌دانند و معتقدند که مسیر و روش تعریف شده برای تحول در علوم انسانی و نیز لفظ تحول در موضوع پیش رو دارای تناقض می‌باشد.

## بازنگری در محتوای علوم انسانی
بسیاری از علوم انسانی مبتنی بر فلسفه‌هایی است که مبانی آنها مادی گری و بی اعتقادی به تعالیم الهی و اسلامی است و آموزش این علوم موجب بی اعتقادی به تعالیم الهی و اسلامی می‌شود و آموزش این علوم انسانی در دانشگاه‌ها منجر به ترویج شکاکیت و تردید در مبانی دینی و اعتقادی خواهد شد.— سیدعلی خامنه‌ای
بازنگری در محتوای علوم انسانی یکی از کارها در راستای بومی‌سازی علوم انسانی است که سیاست تغییر متون دانشگاهی در پاره‌ای از رشته‌های علوم انسانی توسط دولت ایران است. دولت ایران هدف از این کار را تلاش برای «انطباق علوم انسانی با مبانی اسلام» عنوان کرده است. حقوق، مطالعات زنان، حقوق بشر، مدیریت، مدیریت فرهنگی، مدیریت هنری، جامعه‌شناسی، علوم اجتماعی، فلسفه، روان‌شناسی، علوم تربیتی و علوم سیاسی از جمله رشته‌هایی هستند که از بازنگری در محتوای آن‌ها خبر داده شده است. به‌گفتهٔ ابوالفضل حسنی، مدیر کل دفتر گسترش وزارت علوم دولت محمود احمدی‌نژاد، قرار است در عنوان و محتوای درس‌ها، منابع و مآخذ برنامه‌های آموزشی این رشته‌ها ۷۰ درصد بازنگری شود. علی خامنه‌ای، در یکی از سخنرانی‌هایش پس از انتخابات خرداد ۱۳۸۸ محدودیت در رشته‌های علوم انسانی را خواهان شده بود. وی همچنین گفته بود که شمار استادان معتقد به جهان‌بینی اسلامی کم است.

## موافقان و منتقدان
- بیژن عبدالکریمی در بسیاری از سخنرانی‌ها، مناظره‌ها و نوشته‌هایش، اسلامی‌سازی علوم انسانی را مورد نقد قرار داده است.[۹][۱۰]

## اعتراض به استخدام ده‌ها هزار طلبه به‌عنوان معلم
در ۱۲ اردیبهشت (روز معلم) ۱۴۰۰ کانون صنفی معلمان ایران در بیانیه‌ای به پایین بودن حقوق معلمان، نبود حق بیمه و امنیت شغلی برای آنان، عدم اجرای کامل همسان‌سازی برای بازنشستگان و همچنین «جذب ۲۵ هزار طلبه به عنوان معلم (برای اسلامی‌سازی) مدارس» اعتراض کرد.